# Козак Обух
Козак Обух — козак («мужик»), що у другій половині XVI століття проживав у хуторі на річці Лукавиця і який був першим управителем цього хутора, що згодом дістав назву Обухів-Хутір від імені козака Обуха. Пізніше, з часом, цей хутір перетворився в сучасне місто Обухів. Козака Обуха вважають також і засновником сучасного міста Обухова, адже за писемними згадками він спочатку на хуторі проживав один.
З писемних джерел відомо, що Обух проживав на хуторі за управлінням цієї місцевості шляхтичем Яном (Іваном) Дорогостайським у 1550—1565 роках: «за живота пана Яна Дорогостайського тые добра были пусты, только тут один мужик мешкал Обух, от которого за часом названо маетность над Лукавицею Обухов и Обуховщизия».
Під 1588 роком згадується, що коли шляхтич Ян Острозький купив у Петра Дорогостайського Займанщину-Лукавицю з поселенням, обнесеним ровом і полісадом, то поставив управителем козака Обуха, від імені якого й пішла назва цього поселення, тобто  Обухова.